# یلنا پاندژیچ
 یلنا پاندژیچ (انگلیسی: Jelena Pandžić؛ زادهٔ ۱۷ مارس ۱۹۸۳) یک تنیس‌باز اهل کرواسی است.